# Війна на виснаження (стратегія)
Війна на виснаження (англ. attrition warfare) — військова стратегія, за якою одна із воюючих сторін намагається здобути перемогу у війні шляхом виснажування ворога, доводячи його до цілковитого занепаду через постійні втрати як в особовому складі, так і у військових матеріалах (військова техніка, боєприпаси, провіант тощо). Перемогу у війні такого типу зазвичай здобуває сторона, в якої таких ресурсів більше. Англійське слово attrition у словосполученні attrition warfare походить від латинського кореня atterere, що означає «терти», і в даному словосполученні означає «розтирати», «розмелювати» ворожі сили, використовуючи тактику виснажування.

## Переваги й недоліки стратегії
Військові теоретики та стратеги, такі як Сунь Цзи, розглядали війну на виснаження як стратегію, якої бажано уникати. В тому сенсі, що війна на виснаження є намаганням подолати опонента через чисельну перевагу в людських та матеріальних ресурсах, така стратегія репрезентує принципи, протилежні до звичних принципів ведення війни, за якими одна зі сторін намагається здобути вирішальну перемогу з використанням мінімальних ресурсів та мінімального часу, із застосуванням маневрів, концентрації сил, ефекту несподіванки та подібних речей.
З іншого боку, сторона, яка відчуває значну свою слабкість у веденні маневреної війни або застосуванні військової тактики з використанням окремих військових одиниць, може навмисно шукати шляхів запровадження стратегії війни на виснаження, аби нейтралізувати всі інші переваги противника в цьому плані. Якщо ж сторони в такому випадку приблизно урівноважені, то результатом війни на виснаження, найімовірніше, стане Піррова перемога однієї з них.
Різниця між війною на виснаження та іншими формами ведення війни є дещо умовною, оскільки виснаження є складовою будь-якої війни. Однак, про одну зі сторін можна стверджувати, що вона застосовує саме стратегію виснаження супротивника, коли ця сторона ставить перед собою завдання спричинити поступове вичерпання сил опонента, яке в певний момент досягне критичної точки, тобто рівень втрат ворога стане неприйнятним чи нездоланним, в той час як власні втрати сторони, яка обрала таку стратегію, утримуватимуться на прийнятному та більш-менш стійкому рівні. Такий підхід треба чітко відмежовувати від інших способів ведення війни, від інших воєнних цілей, таких як захоплення певного виду ресурсів або території, або спроба завдати ворожій армії нищівного удару вже протягом однієї чітко спланованої битви (наприклад, шляхом оточення та взяття в полон).
З історичного аспекту відомо, що методи виснаження бойових сил супротивника використовуються лише в тому випадку, коли всі інші засоби виявилися невдалими, або ж є очевидним, що вони — не матимуть явного ефекту. Зазвичай, якщо стратегія війни на виснаження вичерпує сили ворога настільки, що стають дієвими інші методи ведення війни, то тактику виснаження негайно припиняють використовувати, на користь інших методів. Під час Першої світової війни покращення виключно вогнепальної зброї та відсутність вдосконалень комунікації та мобільності, примусила військових командирів покладатися саме на тактику виснаження, чим були спричинені величезні людські втрати.
Сам по собі метод війни на виснаження — зазвичай досить дієвий, аби примусити народ держави-агресора відмовитись від своїх невиправданих прагнень; але для того, аби досягти безумовної капітуляції ворога, зазвичай необхідні інші військові методи.

## Історія

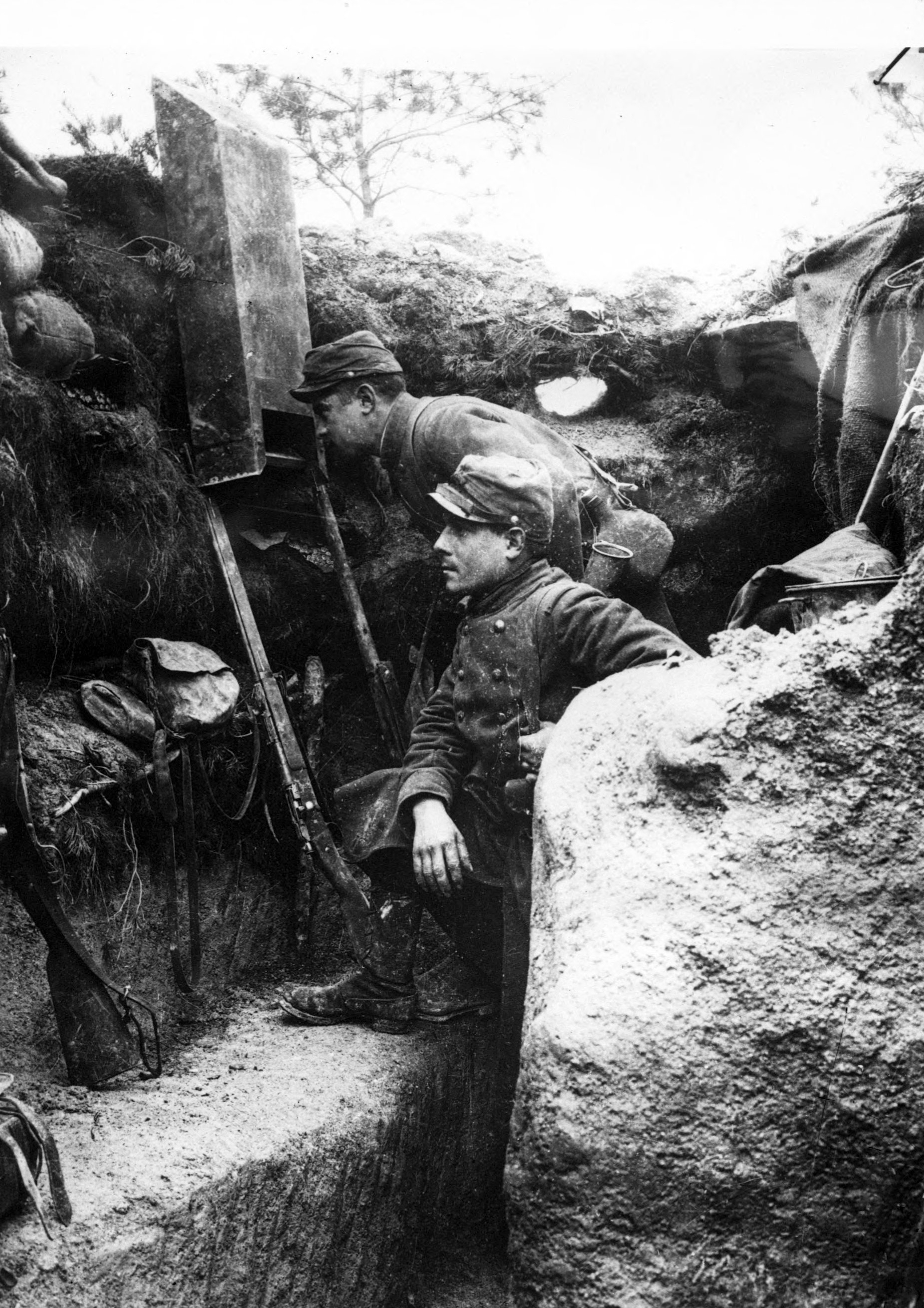
Французькі воїни використовують перископ, 1915 р.

Багато хто стверджує (і навколо цього часто полемізують), що найкращим відомим прикладом війни на виснаження можна назвати бойові дії під час Першої світової війни на Західному фронті. Обидві військові сили опинилися у стійких захисних позиціях, розмістившись вздовж траншей, які простягалися від Швейцарії аж до протоки Ла-Манш. Цілі роки, без жодної можливості для проведення будь-яких військових маневрів, єдину можливість перемогти ворога командири армій вбачали у веденні війни на виснаження — треба було безупину атакувати ворога — знову й знову, аби врешті послабити сили ворожої армії.
Як це показують деякі історики, серед яких Г'ю Стречен, війна на виснаження використовувалася постфактум як виправдання для провалених наступальних операцій. Еріх фон Фалькенгайн пізніше стверджував, що його тактика при Вердені була спрямована не на те, аби захопити місто, а радше на те, аби розбити захист французької армії. Насправді ж наступ німецьких військ був спрямований на досягнення максимальних результатів, і при цьому не був розроблений таким чином, аби мінімізувати втрати німецьких військ та максимізувати втрати французьких. Тож поняття «виснаження ворога» було використане в другій половині цієї битви, аби змістити увагу від тактичного провалу Фалькенгайна, проте саме по собі не було основною метою битви.
Оголошення виснаження ворога як мети бойових дій було легко підтвердити, і важко спростувати, тож його можна було використовувати як зручне виправдання для збереження репутації та авторитету в багатьох безрезультатних битвах. В багатьох випадках буває важко побачити логіку такого способу ведення війни через очевидну непевність щодо рівня втрат, які завдаються ворогові, та втрат, яких зазнає той, хто атакує, зважаючи на обмеженість та цінність його військових ресурсів.
Проте не можна сказати, що генерал в таких випадках не готовий до того, що його військо може зазнати великих втрат в процесі досягнення основної мети. Ситуація, коли одна сторона використала стратегію виснаження для нейтралізації переваги іншої сторони у маневровості та тактичному застосуванні бойових одиниць, трапилася наприкінці громадянської війни у США, коли генерал Улісс Грант, попри великі втрати, продовжував невпинно наступати на армію Конфедерації, будучи переконаним в тому, що припаси та людські ресурси Союзу переважать відповідні ресурси Конфедерації, навіть якщо рівень втрат буде неприйнятним; і така його точка зору виявилася правильною.

### Інші приклади
- Тактика скіфів під час європейської скіфської кампанії Дарія I (513р. до н.е.), що полягала в униканні значно переважаючого силами противника, з постійним відтягуванням його подалі у безлюдний степ, водночас спалюючи пасовища та псуючи колодязі[7];
- Тактика «відтягування», застосована Квінтом Фабієм Максимом Кунктатором проти Ганнібала Барки під час Другої Пунічної війни.
- Битва при Акції 31 року до н. е., в період громадянської війни у Стародавньому Римі.
- Угорський опір монгольській навалі 1241–1242 рр.
- Імперія Đại Việt (сьогодні відома як В'єтнам), три відбиття військ хана Хубілая (внука Чингісхана та останнього хана Монгольської імперії) у 1258, 1285 та 1288 рр.
- Американська стратегія в період війни за незалежність США.
- Французьке вторгнення в Росію під проводом Наполеона Бонапарта у 1812 р.
- Позиційна війна в період громадянської війни у США, особливо при облозі Петерсберга.
- Позиційна війна в період Першої світової війни, в тому числі — Битва на Соммі, Верденська битва та багато інших.
- Тоннажна війна в Атлантичному та Тихому океанах в період Другої світової війни.
- Повітряна битва за Британію в період Другої світової війни після бомбардування Лондона.
- Статичні битви в період Другої світової війни, в тому числі — міська оборона радянських військ в битві під Сталінградом.
- Ржевська битва (1942–1943)
- Два останні роки Корейської війни.
- Війна у В'єтнамі (підрахунок вбитих).
- «Довга війна» — результат військової кампанії Тимчасової ІРА проти Британської армії в період конфлікту у Північній Ірландії.
- Ізраїльсько-єгипетська війна на виснаження (1967–1970).
- Війна в Афганістані 1979—1989
- Кінцеві фази Ірано-іракської війни
- Громадянська війна в Іспанії (1936–1939)
- Війна в Афганістані (з 2001)
- Протистояння урядових військ та військової організації Тигри визволення Таміл-Ілама у Шрі-Ланці (2005–2009)
- Громадянська війна у Лівії за деякими оцінками теж може вважатися прикладом війни на виснаження.[8]
- Мексиканська нарковійна, у якій Мексиканський уряд робить спроби завдати фатального удару картелям.[9]
- Громадянська війна в Сирії[10]